# George Ioan Lahovary
Gheorghe I. Lahovary (n. 1/13 iunie 1838, Râmnicu Vâlcea, Țara Românească – d. 13/26 iunie 1909, București, România) a fost un inginer și scriitor român, membru de onoare al Academiei Române (din 1901).

## Biografie
S-a născut într-o veche familie de boieri cărturari din Râmnicu Vâlcea la 1 iunie 1838. 
Cunoștințele elementare le-a căpătat în casa părintească de la un învățător angajat numai pentru el. A fost trimis la București să învețe la pensionul Schewitz, un liceu particular la care aveau acces copiii proveniți din familiile bogate.
A fost trimis de părinții lui în Germania (1855) și a studiat la Heidelberg și la Școala Politehnică din Karlsruhe, unde a obținut diploma de inginer.
După ce s-a întors în țară, în 1862, a fost numit inginer la Ministerul Lucrărilor Publice și după un timp a trecut ca inginer în cadrul Poștelor și Telegrafului, unde a devenit director general în 1873, post pe care l-a deținut până în 1876. În cadrul Poștelor și Telegrafului a luat o serie de măsuri organizatorice deosebit de importante pentru acele timpuri. În 1874 a participat la Primul Congres Internațional al Poștelor și Telegrafului și a încheiat o serie de convenții poștale cu mai multe state din Europa. Lahovari este acela care a introdus pentru prima dată în cadrul serviciilor poștale românești mandatul poștal și cartea poștală. Tot el a organizat distribuirea corespondenței de la emitent la destinatar în timp foarte scurt. Serviciile poștale pe Dunăre se făceau de o societate franceză care avea sedii la Galați și Brăila, utilizând pentru transport vapoare austriece. Lahovari a inițiat și a preluat aceste servicii de la societățile străine pentru a le efectua prin Poșta Română. Sub îndrumarea lui s-a întocmit și publicat prima statistică a Poștei Române.
A inițiat împreună cu Alexandru Cantacuzino înființarea Societății Geografice Române, fiind susținut și încurajat de domnitorul Carol I, care a participat la ședința de inaugurare ce a avut loc la 15 iulie 1875. Devenind secretar general al societății la înființare, a avut o serie de inițiative și realizări importante. Sub îngrijirea lui s-a publicat "Buletinul Societății Geografice Române". În acest buletin s-au publicat numeroase studii, articole, memorii și comunicări de specialitate care au fost folosite ulterior la alcătuirea unor dicționare geografice pentru diverse regiuni ale României. În 1888, sub conducerea lui Lahovari s-a publicat Dicționarul geografic al județului Argeș.
În 1893 a fost numit președinte la Înalta Curte de Conturi; din această funcție a condus instituția și a contribuit la elaborarea legilor, dintre care cea mai importantă a fost "Legea contabilității statului".
Pentru răspândirea culturii în rândurile populației a înființat "Societatea pentru Învățătura Poporului Român", al cărei președinte a fost timp îndelungat și care a avut un impact deosebit în public.

## Lucrări
O inițiativă importantă a inginerului G. Lahovari, ca secretar general al Societății Geografice, a fost intenția de a publica o serie intitulata DICȚIONARELE GEOGRAFICE ALE PROVINCIILOR ROMÂNE ÎN AFARA DE REGAT, din care nu a reușit să publice decât DICȚIONARUL GEOGRAFIC AL BASARABIEI. În introducerea la acesta, Lahovari anunță intenția de a întocmi și publica dicționare pentru provinciile românești (locuite de români) din țările învecinate ca Bulgaria, Serbia, Macedonia, Transilvania, Bucovina.
În colaborare cu generalul C. Brătianu și Grigore Tocilescu, a elaborat și publicat Marele Dicționar Geografic al României, în cinci volume, care a apărut în Editura Socec între 1898 - 1902. Pentru această lucrare enciclopedică au fost adunate informații din județe timp de 15 ani. Apărută în condiții de execuție ireproșabile, lucrarea depășește lucrări similare publicate în alte țări, care se limitează la denumirea unor localități, munți și cursuri de apă. În acest dicționar complex cu 30.000 de termeni se prezintă informații statistice, sociale, istorice, etnografice, arheologice care au o deosebită valoare științifică.
Trebuie menționată prezența lui G. Lahovari la conferințe și congrese internaționale, unde era primit ca un mare savant român.
În 1868 a debutat ca scriitor sub pseudonimul Gill în Convorbiri literare, la început cu traduceri și apoi cu prezentarea unor fapte istorice sub titluri ca "Hărți vechi", "Geneza oștirii române" (1830, 1893) și cu o serie de povestiri ca Moș Kivu, Săptămâna patimilor (1894), Căpitanul Radu Negru, Hedwige ș.a.
La 25 martie 1909 a fost ales membru de onoare al Academiei Romane.